# 布力嘉

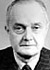
布力嘉

布力嘉，CBE，MC，ED（英語：Cedric Blaker，1889年—1965年6月18日）英國商人，曾任香港立法局非官守議員（1949年至1958年）、太平洋行董事長（1947年至1958年）、香港總商會主席（1953年，1956年至1957年）、匯豐銀行主席（1953年至1958年）、於仁燕梳公司主席、南華早報公司主席、香港防衛軍香港兵團名譽司令等職。1958年退休。1965年逝世。布力嘉有2子，長子彼得曾任英國國會議員、次子約翰（Derek John Renshaw Blaker）曾任香港市政局非官守議員。